# Salmo 55
El salmo 55  es, según la numeración hebrea, el quincuagésimo quinto salmo del Libro de los salmos de la Biblia. Corresponde al salmo 54 según la numeración de la Biblia Septuaginta griega, empleada también en la Vulgata latina. Por este motivo, recogiendo la doble numeración, a este salmo también se le refiere como el salmo 55 (54).
Comienza en inglés en la versión de la Biblia del Rey Jacobo, "Escucha, oh Dios, mi oración, y no te escondas de mi súplica". El Libro de los Salmos forma parte de los ketuvim, la tercera sección de la Biblia hebrea y es parte del Antiguo Testamento cristiano. En latín, se conoce como " Exaudi Deus orationem meam ".  El salmo es un lamento en el que el autor se lamenta porque está rodeado de enemigos y uno de sus amigos más cercanos lo ha traicionado.
El salmo es una parte regular de las liturgias judía , católica , luterana , anglicana y otras liturgias protestantes. Los himnos métricos en inglés y alemán se derivaron del salmo, y se le ha puesto música.

## Antecedentes
El Salmo 55 es similar al Salmo 41  especialmente al Salmo 41: 9: "Incluso mi amigo íntimo en quien confiaba, que comía mi pan, ha levantado contra mí su calcañar" ( ESV ).
La introducción al salmo lo identifica como un 'Maskil' (pieza instructiva) y lo asocia con David .  El autor anónimo pudo haber sido un israelita que vivía en una ciudad extranjera, y el falso amigo podría ser otro israelita que viviera allí. Esta interpretación puede considerarse especialmente plausible si la segunda parte del versículo 24 se traduce como "hombres de ídolos y figurillas", como sugiere Hermann Gunkel , en lugar de "hombres de sangre y traición".
Jerónimo , en la Vulgata , tituló este salmo Vox Christi adversus magnatos Judaeorum et Judam traditorem , que significa La voz de Cristo contra los jefes de los judíos y el traidor Judas .

## Contenido y clasificación
El salmista se ve expuesto a una hostilidad masiva y se vuelve a Dios de quien solo espera ayuda. En el versículo 14f se queja (similar al Salmo 41,10 EU ) de que incluso los amigos cercanos lo traicionan, lo que lo lastima  aún más que los ataques de sus enemigos. Finalmente se da cuenta de que no, como todavía ocurre en los versículos 7 y siguientes. resonancia, el vuelo es la salida, pero sólo el volverse hacia Dios.
Según el número griego de la Septuaginta , que también se usa en la Vulgata latina , el salmo lleva el número 54.
El salmo muestra claros paralelos con el Salmo 64 .

## Estructura
El salmo se puede dividir en tres secciones, que Alexander Kirkpatrick en su comentario de 1901 identificó con los temas de desesperación, indignación y confianza: 
1. La primera sección (versículos. 1-8) comienza con un llamado desesperado a Dios por liberación (vss. 1-3) y luego se lanza a una descripción de la angustia del salmista y su deseo de paz.[7]
2. Los versículos 9-15 son una denuncia estridente de los enemigos del autor, especialmente de un individuo descrito como "mi igual" y "mi amigo familiar" que se ha vuelto contra el salmista (versículos. 12-14).  Esta segunda sección se cierra con el deseo de que los enemigos del hablante sean tragados vivos en el Sheol , una posible alusión al destino de Coré .[8]
3. La sección final (versículos. 16-23) es una meditación confiada sobre la justicia de Dios. El salmista está seguro de que Dios lo salvará y destruirá a los impíos.[9]

## Análisis
No está claro si el salmo fue escrito por un solo autor o no.  Algunos estudiosos sugieren que los versículos 12-14, 20-21 y 22 son fragmentos de un autor diferente que se insertaron en el texto del salmo original.
En un artículo de 1999, Ulrike Bail utilizó métodos interpretativos intertextuales para leer el salmo como una referencia a la violación de Tamar .

## Recepción
De la mano del Bautista de Nuremberg y cantante principal Jörg Schechner (1500-1572) ha sobrevivido una copia. Otro ejemplo se puede encontrar en los Salmos de Wachtendonck .
El versículo 23 es ampliamente aceptado en la coral de Georg Neumark " Quién solo deja que Dios gobierne ", de Crato Bütner o se cita en Elias en el cuarteto de Mendelssohn (" Arroja tu preocupación al Señor "). El contrafactor de Claudin de Sermisy “Jacta tuam curam super” está dedicado a la versión Vulgata.

## Texto
El salmo se divide en tres secciones. En un comentario que escribió en 1901, Alexander Kirkpatrick nombró los temas de las secciones: desesperación, indignación y confianza, respectivamente. La primera sección (versículos 1-8) comienza con un llamado desesperado a Dios por liberación (vv 1-3), luego el salmista describe su ansiedad y su deseo de paz. Los versículos 9 al 15 son una vehemente denuncia de los enemigos del autor, en particular de un individuo, descrito como "mi igual" y "mi amigo", que se volvió contra el salmista (versículos 12-14). Esta segunda sección termina con el deseo del narrador de que sus enemigos sean devorados vivos en el Seol. La última sección (versículos 16-23) es una meditación confiada sobre la justicia de Dios. El salmista está seguro de que Dios lo salvará y destruirá a los malvados .
La siguiente tabla muestra el texto en hebreo del salmo con vocales, junto con el texto en griego koiné de la Septuaginta  y la traducción al español de la Biblia del Rey Jacobo. Tenga en cuenta que el significado puede diferir ligeramente entre estas versiones, ya que la Septuaginta y el texto masorético provienen de tradiciones textuales diferentes.  En la Septuaginta, este salmo está numerado como Salmo 54.
| #      | Hebreo                                                                     | Español | Griego |
| ------ | -------------------------------------------------------------------------- | --- | --- |
| [ 18 ] | לַמְנַצֵּ֥חַ בִּנְגִינֹ֗ת מַשְׂכִּ֥יל לְדָוִֽד׃                                                   | (Al músico principal, sobre Neginoth, Maschil, salmo de David). | Εἰς τὸ τέλος, ἐν ὕμνοις· συνέσεως τῷ Δαυΐδ. - |
| 1      | הַאֲזִ֣ינָה אֱ֭לֹהִים תְּפִלָּתִ֑י וְאַל־תִּ֝תְעַלַּ֗ם מִתְּחִנָּתִֽי׃                                       | Escucha mi oración, oh Dios, y no te escondas de mi súplica. | ΕΝΩΤΙΣΑΙ, ὁ Θεός, τὴν προσευχήν μου καὶ μὴ ὑπερίδῃς τὴν δέησίν μου,                                                                               |
| 2      | הַקְשִׁ֣יבָה לִּ֣י וַעֲנֵ֑נִי אָרִ֖יד בְּשִׂיחִ֣י וְאָהִֽימָה׃                                         | Escúchame y oye mi voz; clamo en mi queja y grito. | πρόσχες μοι καὶ εἰσάκουσόν μου. ἐλυπήθην ἐν τῇ ἀδολεσχίᾳ μου καὶ ἐταράχθην                                                                        |
| 3      | מִקּ֤וֹל אוֹיֵ֗ב מִ֭פְּנֵי עָקַ֣ת רָשָׁ֑ע כִּֽי־יָמִ֥יטוּ עָלַ֥י אָ֝֗וֶן וּבְאַ֥ף יִשְׂטְמֽו ּנִי׃                     | Por la voz del enemigo, por la opresión del impío, porque me han echado sobre mí la iniquidad y en su ira me aborrecen.                                                   | ἀπὸ φωνῆς ἐχθροῦ καὶ ἀπὸ θλίψεως ἁμαρτωλοῦ, ὅτι ἐξέκλιναν ἐπ᾿ ἐμὲ ἀνομίαν καὶ ἐν ὀργῇ ἐνεκότουν μοι.                                              |
| 4      | לִ֭בִּי יָחִ֣יל בְּקִרְבִּ֑י וְאֵימ֥וֹת מָ֝֗וֶת נָפְל֥וּ עָלָֽי׃                                        | Mi corazón está dolorido dentro de mí, y los terrores de la muerte han caído sobre mí.                                                                                    | ἡ καρδία μου ἐταράχθη ἐν ἐμοί, καὶ δειλία θανάτου ἐπέπεσεν ἐπ᾿ ἐμέ·                                                                               |
| 5      | יִרְאָ֣ה וָ֭רַעַד יָ֣בֹא בִ֑י וַ֝תְּכַסֵּ֗נִי פַּלָּצֽוּת׃                                             | El temor y el temblor han caído sobre mí, y el horror me ha abrumado. | φόβος καὶ τρόμος ἦλθεν ἐπ᾿ ἐμέ, καὶ ἐκάλυψέ με σκότος.                                                                                            |
| 6      | וָאֹמַ֗ר מִֽי־יִתֶּן־לִ֣י אֵ֭בֶר כַּיּוֹנָ֗ה אָע֥וּפָה וְאֶשְׁכֹּֽנָה׃                                     | Y dije: «¡Ojalá tuviera alas como las palomas! Entonces volaría y me iría, y estaría en paz».                                                                             | καὶ εἶπα· τίς δώσει μοι πτέρυγας ὡσεὶ περιστερᾶς καὶ πετασθήσομαι καὶ καταπαύσω;                                                                  |
| 7      | הִ֭נֵּה אַרְחִ֣יק נְדֹ֑ד אָלִ֖ין בַּמִּדְבָּ֣ר סֶֽלָה׃                                              | Entonces me iría lejos y permanecería en el desierto. Selah. | ἰδοὺ ἐμάκρυνα φυγαδεύων καὶ ηὐλίσθην ἐν τῇ ἐρήμῳ. (διάψαλμα).                                                                                     |
| 8      | אָחִ֣ישָׁה מִפְלָ֣ט לִ֑י מֵר֖וּחַ סֹעָ֣ה מִסָּֽעַר׃                                               | Apresuraría mi huida de la tormenta y la tempestad. | προσεδεχόμην τὸν σῴζοντά με, ἀπὸ ὀλιγοψυχίας καὶ ἀπὸ καταιγίδος.                                                                                  |
| 9      | בַּלַּ֣ע אֲ֭דֹנָי פַּלַּ֣ג לְשׁוֹנָ֑ם כִּֽי־רָאִ֨יתִי חָמָ֖ס וְרִ֣יב בָּעִֽיר׃                                 | Destruye, oh Señor, y divide sus lenguas, porque he visto violencia y contienda en la ciudad.                                                                             | καταπόντισον, Κύριε, καὶ καταδίελε τὰς γλώσσας αὐτῶν, ὅτι εἶδον ἀνομίαν καὶ ἀντιλογίαν ἐν τῇ πόλει.                                               |
| 10     | יוֹמָ֤ם וָלַ֗יְלָה יְסוֹבְבֻ֥הָ עַל־חוֹמֹתֶ֑יהָ וְאָ֖וֶן וְעָמָ֣ל בְּקִרְבָּֽהּ׃                               | Día y noche andan alrededor de sus muros; en medio de ella hay maldad y aflicción.                                                                                        | ἡμέρας καὶ νυκτὸς κυκλώσει αὐτὴν ἐπὶ τὰ τείχη αὐτῆς, καὶ ἀνομία καὶ κόπος ἐν μέσῳ αὐτῆς                                                           |
| 11     | הַוּ֥וֹת בְּקִרְבָּ֑הּ וְֽלֹא־יָמִ֥ישׁ מֵ֝רְחֹבָ֗הּ תֹּ֣ךְ וּמִרְמָֽה׃                                        | La maldad está en medio de ella; la mentira y la astucia no se apartan de sus calles.                                                                                     | καὶ ἀδικία, καὶ οὐκ ἐξέλιπεν ἐκ τῶν πλατειῶν αὐτῆς τόκος καὶ δόλος.                                                                               |
| 12     | כִּ֤י לֹֽא־אוֹיֵ֥ב יְחָֽרְפֵ֗נִי וְאֶ֫שָּׂ֥א לֹא־מְ֭שַׂנְאִי עָלַ֣י הִגְדִּ֑יל וְאֶסָּתֵ ֥ר מִמֶּֽנּוּ׃                     | Porque no fue un enemigo quien me reprochó; entonces lo habría soportado; ni fue quien me odiaba quien se enalteció contra mí; entonces me habría escondido de él.        | ὅτι εἰ ἐχθρὸς ὠνείδισέ με, ὑπήνεγκα ἄν, καὶ εἰ ὁ μισῶν ἐπ᾿ ἐμὲ ἐμεγαλορρημόνησεν, ἐκρύβην ἂν ἀπ᾿ αὐτοῦ.                                           |
| 13     | וְאַתָּ֣ה אֱנ֣וֹשׁ כְּעֶרְכִּ֑י אַ֝לּוּפִ֗י וּמְיֻדָּעִֽי׃                                              | Pero eras tú, un hombre igual a mí, mi guía y mi conocido. | σὺ δέ, ἄνθρωπε ἰσόψυχε, ἡγεμών μου καὶ γνωστέ μου,                                                                                                |
| 14     | אֲשֶׁ֣ר יַ֭חְדָּו נַמְתִּ֣יק ס֑וֹד בְּבֵ֥ית אֱ֝לֹהִ֗ים נְהַלֵּ֥ךְ בְּרָֽגֶשׁ׃                                   | Juntos tomamos un dulce consejo y caminamos en compañía hacia la casa de Dios.                                                                                            | ὃς ἐπὶ τὸ αὐτὸ ἐγλύκανάς μοι ἐδέσματα, ἐν τῷ οἴκῳ τοῦ Θεοῦ ἐπορεύθην ἐν ὁμονοίᾳ.                                                                  |
| 15     | (ישימות) [יַשִּׁ֤י מָ֨וֶת ׀] עָלֵ֗ימוֹ יֵרְד֣וּ שְׁא֣וֹל חַיִּ֑ים כִּֽי־רָע֖וֹת בִּמְגוּרָ֣ם בְּקִ רְבָּֽם׃           | Que la muerte los alcance y los haga descender rápidamente al infierno, porque hay maldad en sus moradas y entre ellos.                                                   | ἐλθέτω δὴ θάνατος ἐπ᾿ αὐτούς, καὶ καταβήτωσαν εἰς ᾅδου ζῶντες· ὅτι πονηρία ἐν ταῖς παροικίαις αὐτῶν ἐν μέσῳ αὐτῶν.                                |
| 16     | אֲ֭נִי אֶל־אֱלֹהִ֣ים אֶקְרָ֑א וַ֝יהֹוָ֗ה יוֹשִׁיעֵֽנִי׃                                           | En cuanto a mí, invocaré a Dios, y el Señor me salvará. | ἐγὼ πρὸς τὸν Θεὸν ἐκέκραξα, καὶ ὁ Κύριος εἰσήκουσέ μου.                                                                                           |
| 17     | עֶ֤רֶב וָבֹ֣קֶר וְ֭צׇהֳרַיִם אָשִׂ֣יחָה וְאֶֽהֱמֶ֑ה וַיִּשְׁמַ֥ע קוֹלִֽי׃                                    | Por la tarde, por la mañana y al mediodía, oraré y clamaré en voz alta, y él escuchará mi voz.                                                                            | ἑσπέρας καὶ πρωΐ καὶ μεσημβρίας διηγήσομαι καὶ ἀπαγγελῶ, καὶ εἰσακούσεται τῆς φωνῆς μου.                                                          |
| 18     | פָּ֘דָ֤ה בְשָׁל֣וֹם נַ֭פְשִׁי מִקְּרׇב־לִ֑י כִּֽי־בְ֝רַבִּ֗ים הָי֥וּ עִמָּדִֽי׃                                  | Él ha liberado mi alma en paz de la batalla que se libraba contra mí, porque eran muchos los que estaban conmigo.                                                         | λυτρώσεται ἐν εἰρήνῃ τὴν ψυχήν μου ἀπὸ τῶν ἐγγιζόντων μοι, ὅτι ἐν πολλοῖς ἦσαν σὺν ἐμοί.                                                          |
| 19     | יִשְׁמַ֤ע ׀ אֵ֨ל ׀ וְֽיַעֲנֵם֮ וְיֹ֤שֵׁ֥ב קֶ֗דֶם סֶ֥֫לָה אֲשֶׁ֤ר אֵ֣ין חֲלִיפ֣וֹת לָ֑מוֹ וְ לֹ֖א יָרְא֣וּ אֱלֹהִֽים׃         | Dios los oirá y los afligirá, el que habita desde siempre. Selah. Porque no hay cambio en ellos, por eso no temen a Dios.                                                 | εἰσακούσεται ὁ Θεὸς καὶ ταπεινώσει αὐτοὺς ὁ ὑπάρχων πρὸ τῶν αἰώνων. (διάψαλμα). οὐ γάρ ἐστιν αὐτοῖς ἀντάλλαγμα, ὅτι οὐκ ἐφοβήθησαν τὸν Θεόν.      |
| 20     | שָׁלַ֣ח יָ֭דָיו בִּשְׁלֹמָ֗יו חִלֵּ֥ל בְּרִיתֽוֹ׃                                                 | Ha extendido sus manos contra los que estaban en paz con él; ha roto su pacto.                                                                                            | ἐξέτεινε τὴν χεῖρα αὐτοῦ ἐν τῷ ἀποδιδόναι· ἐβεβήλωσαν τὴν διαθήκην αὐτοῦ.                                                                         |
| 21     | חָלְק֤וּ ׀ מַחְמָאֹ֣ת פִּיו֮ וּֽקְרָב־לִ֫בּ֥וֹ רַכּ֖וּ דְבָרָ֥יו מִשֶּׁ֗מֶן וְהֵ֣מָּה פְתִח ֽוֹת׃                      | Las palabras de su boca eran más suaves que la mantequilla, pero en su corazón había guerra: sus palabras eran más suaves que el aceite, pero eran espadas desenvainadas. | διεμερίσθησαν ἀπὸ ὀργῆς τοῦ προσώπου αὐτοῦ, καὶ ἤγγισαν αἱ καρδίαι αὐτῶν· ἡπαλύνθησαν οἱ λόγοι αὐτοῦ ὑπὲρ ἔλαιον, καὶ αὐτοί εἰσι βολίδες.         |
| 22     | הַשְׁלֵ֤ךְ עַל־יְהֹוָ֨ה ׀ יְהָבְךָ֮ וְה֢וּא יְכַ֫לְכְּלֶ֥ךָ לֹא־יִתֵּ֖ן לְעוֹלָ֥ם מ֗וֹט לַצַ ּדִּֽיק׃                   | Echa tu carga sobre el Señor, y él te sostendrá; nunca permitirá que el justo sea movido.                                                                                 | ἐπίρριψον ἐπὶ Κύριον τὴν μέριμνάν σου, καὶ αὐτός σε διαθρέψει· οὐ δώσει εἰς τὸν αἰῶνα σάλον τῷ δικαίῳ.                                            |
| 23     | וְאַתָּ֤ה אֱלֹהִ֨ים ׀ תּוֹרִדֵ֬ם ׀ לִבְאֵ֬ר שַׁ֗חַת אַנְשֵׁ֤י דָמִ֣ים וּ֭מִרְמָה לֹא־יֶחֱצ֣ו ּ יְמֵיהֶ֑ם וַ֝אֲנִ֗י אֶבְטַח־בָּֽךְ׃ | Pero tú, oh Dios, los harás descender al abismo de la destrucción; los hombres sanguinarios y engañosos no vivirán hasta la mitad de sus días; pero yo confiaré en ti.    | σὺ δέ, ὁ Θεός, κατάξεις αὐτοὺς εἰς φρέαρ διαφθορᾶς· ἄνδρες αἱμάτων καὶ δολιότητος οὐ μὴ ἡμισεύσωσι τὰς ἡμέρας αὐτῶν, ἐγὼ δέ, Κύριε, ἐλπιῶ ἐπὶ σέ. |

## Comentarios

### De la iglesia católica

#### A todo el salmo
El Salmo 55 presenta una meditación profunda sobre la traición, la angustia y la confianza en Dios. A los enemigos externos, designados como “soberbios” en el Salmo 54,5, se suma ahora la figura del “amigo” traidor (vv. 13-15), lo cual intensifica el sufrimiento del orante. Esta traición cercana recuerda la censura divina en Salmo 50,19-20 contra el que conspira contra su hermano, y se personaliza ahora en la experiencia del salmista (v. 22). Esta figura traicionera se asocia con la del hombre de lengua pérfida descrito en Salmo 52,5. La destrucción divina anunciada en Salmo 50,22 y solicitada en Salmo 54,7 se concreta en el Salmo 55 (vv. 16, 24), completando así un desarrollo progresivo del tema del mal y del juicio divino.
La estructura del salmo se organiza en torno a un movimiento interno de súplica, lamento y confianza. Comienza con una invocación a Dios (vv. 2-3a), seguida por la descripción de la opresión sufrida (vv. 3b-6). El deseo de huir a un lugar de reposo (vv. 7-9) revela el anhelo de escapar de la violencia circundante. Posteriormente, se eleva una súplica para que Dios disperse a los enemigos (vv. 10-12). El punto culminante del dolor se encuentra en la denuncia de la traición de un amigo íntimo (vv. 13-15), lo cual provoca una imprecación contra los traidores (v. 16). El salmista retoma entonces su actitud de oración constante y de confianza en la intervención divina (vv. 17-20), describe la perfidia de sus enemigos (vv. 21-22), e invita a confiar en el Señor (v. 23). El salmo concluye reafirmando esa confianza (v. 24), cerrando el ciclo iniciado con la petición inicial (v. 2). El cambio frecuente de interlocutor —de Dios, a los enemigos, a sí mismo y al lector— refleja la agitación emocional del orante.
Desde una perspectiva cristiana, el sufrimiento expresado en este salmo se interpreta como una anticipación del padecimiento de Jesucristo. La traición del “compañero y confidente” (v. 14) se ve reflejada en la figura de Judas Iscariote. Como el salmista, Jesús también dirigió súplicas a Dios en medio de su angustia y enseñó la necesidad de orar sin cesar, en sintonía con el testimonio del salmo (v. 18).

#### A los versículos 1-11
En los versículos 2 y 3 del Salmo 55, el salmista emplea cuatro verbos de súplica consecutivos: «escucha», «no te escondas», «atiéndeme», «respóndeme». Esta secuencia directa y apremiante refleja la intensidad de su oración y el desespero que lo embarga. No se trata de una petición serena, sino de un clamor urgente ante una situación de gran angustia. El versículo 4 identifica la causa concreta de esta aflicción: “a causa del grito del enemigo, por la opresión del malvado”. No se trata de un temor vago, sino de una amenaza real y directa. Los versículos 5 y 6 describen los efectos internos de esta presión: “Mi corazón se estremece dentro de mí, me asaltan terrores de muerte. Miedo y temblor me invaden, y me embarga el espanto”. El salmista experimenta síntomas físicos y emocionales del miedo: palpitaciones, temblores, pavor.
En el versículo 7 expresa su deseo de huir: “¡Quién me diera alas como de paloma, para volar y descansar!”. Esta imagen indica una desesperación que lo lleva a querer escapar, incluso al precio de alejarse del Templo, centro de la presencia de Dios. En el contexto del Salmo 11,1, huir equivale a abandonar la confianza en Dios, por lo que este deseo no es neutro, sino dramático.

«Ambas virtudes, escribe, son de hecho como dos alas de oro por medio de las cuales un alma llamada a la santidad asciende segura a lo alto del cielo. Sin duda el escritor inspirado cantó sobre ellas: ¿Quien me diese alas, como a la paloma, para volar —se entiende por el camino de la práctica— y, después, encontrar descanso por el camino de la contemplación y la humildad?.

#### A los versículos 12-16
El salmista expresa un profundo anhelo de huida, considerando preferible el exilio a la permanencia en una ciudad sumida en el conflicto y la traición. La descripción del entorno urbano sugiere un contexto posterior al retorno del destierro babilónico, posiblemente vinculado a las tensiones sociales y económicas documentadas en fuentes como Nehemías 5,1-5. La angustia personal alcanza su punto culminante cuando quien en el pasado compartía con él la intimidad del culto en el Templo se convierte en enemigo. La invocación de un castigo divino evoca el destino de los rebeldes que se opusieron a Moisés en el desierto, según el Libro de los Números 16,30-33, configurando así un paralelo entre la traición presente y la sublevación antigua contra el orden sagrado.

#### A los versículos 17-23
La mención de los tres momentos de oración (v. 18), en consonancia con la práctica descrita en Daniel 6,11, simboliza una actitud de súplica ininterrumpida. El verso siguiente (v. 19) anticipa la liberación como una realidad ya asegurada, revelando la convicción del salmista en la eficacia de la oración. La descripción de los enemigos pone de relieve su hipocresía: aunque utilizan palabras suaves, su conducta es violenta; carecen de temor de Dios y de lealtad hacia los hombres (vv. 21-22). La exhortación final puede entenderse como una autoamonestación, una voz interior inspirada o incluso un oráculo sacerdotal. Se presenta como un mensaje de confianza en la acción divina, subrayando que Dios no abandona para siempre, incluso en medio de la prueba.

Paradoja: desde que me decidí a seguir el consejo del Salmo: arroja sobre el Señor tus preocupaciones, y Él te sostendrá, cada día tengo menos preocupaciones en la cabeza… Y a la vez, con el trabajo oportuno, se resuelve todo, ¡con más claridad!

## Usos

### Judaísmo
- El versículo 14 se encuentra en Pirkei Avot Capítulo 6, no. 3.[24]
- El versículo 19 se encuentra en las oraciones recitadas después de Motzei Shabat Maariv .[25]
- El versículo 24 se encuentra en Pirkei Avot Capítulo 5, no. 22.[24][26]

### Nuevo Testamento
El versículo 22 se cita en la Primera epístola de Pedro 5: 7 .

## Música
- El texto fue musicalizado por Felix Mendelssohn en 1844.[27]
- El compositor checo Antonín Dvořák puso música a los versículos 1-8 en sus Canciones bíblicas (1894).
- El compositor húngaro Zoltán Kodály estableció el Salmo 55 en 1923 con interpolaciones y extensiones de dolor y lamentación llenas de asociaciones históricas para el pueblo húngaro a la paráfrasis del poeta del siglo XVI Mihály Vég  [ hu ] . Este es el Psalmus Hungaricus, op. 13 .ç[28]